# Matthias Fernau
Matthias Fernau (* 25. Januar 1822 in Heinebach; † 12. Mai 1858 in Stralsund) war ein deutscher Orgelbauer in Stralsund.

## Leben
Matthias Fernau stammte aus Heinebach in Kurhessen. Er war das jüngste von neun Kindern seiner Eltern Johannes Fernau (1780–1823) und seiner Mutter Anna Catharine Fernau, geb. Hühner (1787–1853) und wurde am 7. Februar 1822 in Heinebach getauft. Über seine Kindheit und Ausbildung ist nichts bekannt.
1845 war er Geselle bei Friedrich Bechstein (1801–1855) aus Rotenburg an der Fulda, wie eine Inschrift in der Orgel der Kirche in Ersrode aussagt. Was ihn dazu bewegte, nach Stralsund zu gehen, ist bislang unbekannt. Am 28. April 1855 erhielt er das Bürgerrecht der Stadt. Am 12. Mai 1855 schaltete er als neuer Orgelbauer eine Annonce in der Stralsundischen Zeitung. Er heiratete am 25. November 1857 in der Marienkirche in Wismar seine Frau Marie Johanne Elise Caroline geb. Raabe (1829–1888).
Matthias Fernau arbeitete spätestens ab Mai 1854 mit dem aus Schlesien stammenden Orgelbauer Johann Friedrich Nerlich zusammen. Nerlich hatte sich schon eher in Stralsund als Orgelbauer niedergelassen, starb aber bereits am 12. April 1856. Fernau übernahm wahrscheinlich dessen Werkstatt. Zwei Jahre später, am 11. Mai 1858, starb auch Fernau im Alter von 36 Jahren. Er war gerade mit dem Bau der Orgel für das Lehrerseminar in Franzburg beschäftigt. Die Witwe ließ nach einen Werkmeister der Firma Schulze aus Paulinzella suchen. Im Herbst 1858 kam Friedrich Albert Mehmel nach Stralsund und vollendete im Frühjahr 1859 die von Fernau begonnene Orgel. Er übernahm die Firma von Marie Fernau und heiratete diese am 29. November 1859. Mehmel wurde einer der bedeutendsten vorpommerschen Orgelbauer seiner Zeit. Über Arbeiten von Matthias Fernau gibt es bislang nur wenige und teilweise widersprüchliche Angaben.

## Werkverzeichnis (unvollständig)
| Jahr      | Ort           | Gebäude       | Bild | Manuale | Register  | Bemerkungen |
| --------- | ------------- | ------------- | ---- | ------- | --------- | --- |
| 1855 (um) | Groß Mohrdorf | Dorfkirche    |      | ?       | ?         | Um 1855 Reparatur von Fernau an der alten Orgel? 1870 erfolgte eine Orgelneubau von Mehmel. Dieser ist erhalten geblieben. |
| 1856      | Eixen         | Dorfkirche    |      | II/P    | 9         | Die Orgel ist verändert erhalten. Sie wurde von Fernau, nicht von Mehmel, vor November 1856 gebaut! Nach Ausplünderung der Orgel im 2. Weltkrieg wurden die Pfeifen 1953 von Barnim Grüneberg (1914–1964) aus Greifswald größtenteils neu gebaut. Die Orgel wurde 1992 von Wolfgang Nußbücker renoviert. |
| 1857      | Rambin        | St.-Johannes  |      | II/P    | 8 + 1 Tr. | Die Orgel ist nicht erhalten. Sie wurde im Sommer 1857 von Fernau erbaut. Von Dietrich W. Prost erfolgte eine Zuschreibung an Mehmel, dies ist nach neuester Forschung nicht mehr haltbar. Im Stralsunder Stadtarchiv befinden sich Akten, die eindeutig Fernau als Erbauer der Orgel auszeichnen. Sie wurde 1972 abgerissen und durch einen Neubau durch die Firma Sauer aus Frankfurt/Oder als deren Opus 1.973 ersetzt. Auch dieses Instrument ist derzeit baufällig. |
| 1857      | Sagard        | St.-Michael   |      | II/P    | 23        | Reparatur der Kindten-Orgel von 1796. (Inschrift im Orgelgehäuse) |
| 1858      | Franzburg     | Lehrerseminar |      | II/P    | 9         | Die Orgel ist erhalten. Sie war Fernau letztes Werk. Sie wurde von ihm im Frühjahr 1858 begonnen und von seinem Nachfolger Friedrich Mehmel im Dezember 1858 vollendet. 1899 wurde sie von Barnim Grüneberg in die Dorfkirche Eickstedt versetzt. Dort ist sie stark umgebaut erhalten. |

Weitere Arbeiten
- Stralsund, St. Marien, Pflege mit Johann Friedrich Nerlich und später durch Friedrich Albert Mehmel